# Rata

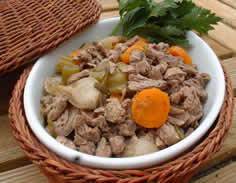
Rata.

Le rata est un ragoût grossier à base de viande (porc, bœuf, veau, mouton ou agneau) et de légumes (pommes de terre, carottes, haricots, oignons…). Ce ragoût était consommé par les agriculteurs et était aussi servi aux soldats.

## Description
On peut aussi désigner une personne qui parle beaucoup un « moulin à rata ».
L'extension familière du mot, parfois péjorative, désigne des mets grossièrement cuisinés, en particulier un ragoût peu appétissant. 
En Belgique francophone, « rata », au féminin, est un plat.

## Citations
« C'est pas d'la soupe c'est du rata, c'est pas d'la merde, mais ça viendra… », extrait de chanson militaire,.

« À un moment, il [Huysmans] conduit André dans une infâme gargote de marchand de vin […]. Uniquement pour le mystérieux plaisir de nous parler une fois de plus d'assiettes mal lavées, de viandes coriaces ou gâtées, de ratas infects. »

— Jules Lemaître, Les Contemporains, 1885, p. 322.